# Jason Ricci

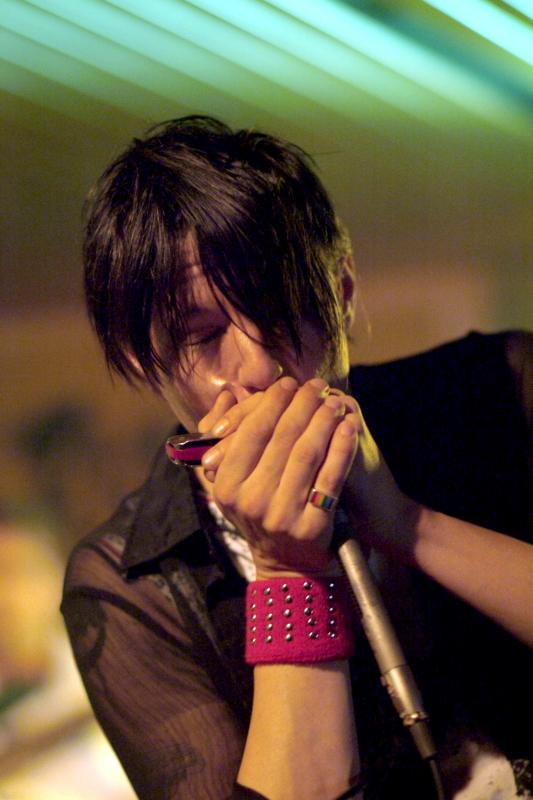
Jason Ricci

Jason Ricci (* 3. Februar 1974 in Portland, Maine) ist ein amerikanischer Harmonikaspieler und Sänger.

## Biographie
Ricci wuchs in Portland, Maine auf. Mit 14 begann seine musikalische Laufbahn zunächst als Sänger in Punkbands. Jason Ricci wollte aber auch ein Instrument erlernen, seine Bandmitglieder überredete ihn die Harmonika erlernen. Seine Mutter war es die ihn antrieb dieses kleine Instrument immer besser zu spielen und zu erforschen. Blues hatte er neben anderen Musikstilen immer gerne gehört und so wurde er mehr und mehr ein Fan dieser Musik. Der Blues bewog ihn dazu, nach Memphis, Tennessee zu ziehen. Dort lernte er David Malone Kimbrough kennen, den Sohn von Junior Kimbrough, spielte in den Bands von Vater und Sohn und auch mit R. L. Burnside spielte er zusammen. In diese Zeit in Memphis/TN fällt auch die dunkelste Periode seines bisherigen Lebens. Er geriet in die Fänge von Drogen und musste deswegen ein Jahr im Gefängnis verbringen.
1999 gewann er den Mars National Harmonica Contest und im gleichen Jahr trat er in der Band von Keith Brown auf und nahm mit ihm ein Album auf. Im Jahr 2000 nannte ihn Adam Gussow Harmonika Spieler bei Satan and Adam im Blues Access Magazin einen der Besten 10 Harp Spieler aller Zeiten. Unter den genannten befand sich außer Jason Ricci nur noch ein weiterer lebender Harmonika Spieler: Charlie Musselwhite. Nach der Zeit mit Keith Brown spielte er 15 Monate in der Band Big Al & The Heavyweights und lebte in Raleigh, North Carolina, bevor er dann 2002 seine erste eigene Band, Jason Ricci & New Blood gründete. Mitglied dieser Band war auch Shawn Starski der 2008 vom Guitar Player Magazin zu den Top Ten Hottest New Guitarists gewählt wurde.
2007 unterschrieben sie einen Vertrag mit Eclecto Groove. einem Seitenlabel von Delta Groove Productions. Im Oktober 2007 erschien ihr erstes Album Rocket No. Nine und in 2009 das zweite Album Done with the Devil. Beide Alben zementierten den Ruf dieser Band als „außergewöhnliche“ Neue Band und so ist es verständlich, dass sie drei Jahre hintereinander vom Wax Magazin als Blues Band des Jahres erklärt wurden. 2008 gewann Jason Ricci den Blues Kritiker Preis als Bester Harmonika Spieler. 2009 wurde er für den Blues Award als Bester Harmonika Spieler nominiert und 2010 gewann er diesen Preis. 2015 wurde er abermals für den Blues Award nominiert.
Offiziell löste sich die Band New Blood nie auf aber man ging ab 2010 getrennte Wege.
Bis 2015 verdingte sich Jason Ricci als Studiomusiker für u. a. Nick Curran, Ana Popović, Walter Trout, Cedric Burnside, Nick Moss und der Jay Willie Blues Band. 2015 spielte er Harmonika auf dem Album Step Back von Johnny Winter und gewann damit den Grammy Award for Best Blues Album.
Im selben Jahr gründete er seine neue Band Jason Ricci & The Bad Kind mit Mitgliedern der Band von John Lisi & Delta Funk. Im April 2015 war er landesweit im TV zu sehen, als er zusammen mit Zac Brown und Tom Morello den Song Born in Chicago zur Einführung der Paul Butterfield Blues Band in die Rock'N'Roll Hall Of Fame spielte.
Mit seiner neuen Band The Bad Kind ist Jason Ricci wieder weltweit auf Tour, spielt auf Festivals und in Clubs. Line Up The Bad Kind: John Lisi – Gitarre, Sam Hotchkiss – Gitarre, Andy Kurz – Bass, Adam Baumol – Schlagzeug und Jason Ricci – Harmonika & Gesang.

## Diskografie
- 1995 Jason Ricci (North Magnolia Music)
- 1997 Down At The Juke (North Magnolia Music)
- 2001 Feel Good Funk (Self Produced)
- 2004 Live At Checkers Tavern (Blue Sunday Records)
- 2005 Her Satanic Majesty Requests (Harmonica Music)
- 2006 Blood on the Road (Rah Fox Records)
- 2007 Rocket Number 9 (EclectoGroove Records)
- 2009 Done with the Devil (EclectoGroove Records)
- 2010 Down that Road… (Snarkus Productions)
- 2015 Dirty Memory (Old Boy Network Music)
- 2017 Approved by Snakes (EllerSoul Records)

## Als Gastmusiker
- 2008 The Outsider – Walter Trout (Provogue)
- 2008 2 Men Wrecking Crew – Cedric Burnside & Lightnin' Malcolm (Delta Groove)
- 2009 69 Shells – Stone Tone Blues Band (Stone Tone Records)
- 2010 Reform School Girl – Nick Curran (Eclecto Groove)
- 2010 Live Legendary Rhythm & Blues Cruise – Joe Louis Walker (Stony Plain)
- 2010 He Said, She Said – Sue Foley & Peter Karp (Blind Pig)
- 2010 Bluestopia – Chaz de Paolo (Blue Shunk Music)
- 2011 Unconditional – Ana Popovic (Delta Groove)
- 2012 Double Dynamite – Mannish Boys (Delta Groove)
- 2013 New York Minute – Jay Willie Blues Band (Zoho)
- 2013 Sweet Revival – Gino Matteo (Rip Cat Records)
- 2014 Step Back – Johnny Winter (Megaforce) Grammy Award
- 2015 Johnnie’s Juke Joint – Jay Willie Blues Band (Zoho)
- 2016 From The Root to The Fruit – Nick Moss Band (Blue Bella Records)
- 2016 Hell On Wheels – Jay Willie Blues Band (Zoho)
- 2016 Make Blues Not War – Mike Zito (Ruf Records)